# NGC 3583
NGC 3583 est une galaxie spirale barrée située dans la constellation de la Grande Ourse. NGC 3583 a été découverte par l'astronome germano-britannique William Herschel en 1788.

## Caractéristiques
La classe de luminosité de NGC 3583 est II et elle présente une large raie HI.

### Distance
Sa vitesse par rapport au fond diffus cosmologique est de 2 316 ± 15 km/s, ce qui correspond à une distance de Hubble de 34,2 ± 2,4 Mpc (∼112 millions d'al).
À ce jour, une douzaine de mesures non basées sur le décalage vers le rouge (redshift) donnent une distance de 27,742 ± 3,144 Mpc (∼90,5 millions d'al), ce qui est tout juste à l'extérieur des valeurs de la distance de Hubble. Notons cependant que c'est avec la valeur moyenne des mesures indépendantes, lorsqu'elles existent, que la base de données NASA/IPAC calcule le diamètre d'une galaxie et qu'en conséquence le diamètre de NGC 3583 pourrait être d'environ 32,7 kpc (∼107 000 al) si on utilisait la distance de Hubble pour le calculer. 

### Luminosité dans l'infrarouge
La luminosité de la galaxie NGC 3583 dans l'infrarouge lointain (de 40 à 400 µm)  est égale à 2,69 × 1010 {\displaystyle L_{\odot }} (1010,43{\displaystyle L_{\odot }}) et sa luminosité totale dans l'infrarouge (de 8 à 1 000 µm) est de 3,47 × 1010 {\displaystyle L_{\odot }} (1010,54{\displaystyle L_{\odot }}).

## Paire de galaxies

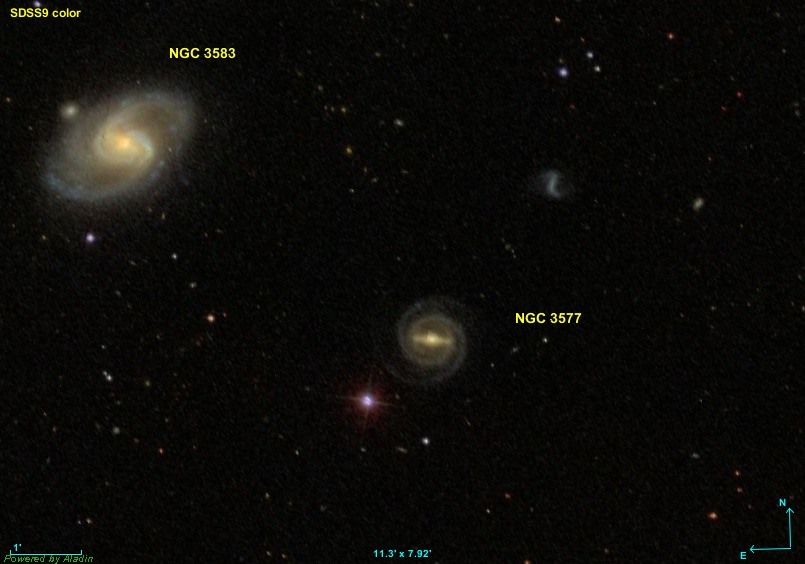
NGC 3577 et NGC 3583 semblent près l'une de l'autre sur la sphère céleste, mais en réalité un peu plus de 145 millions d'années-lumière les séparent. Il s'agit donc d'une paire optique de galaxies.

Selon Vaucouleurs et Corwin, NGC 3577 et NGC 3583 forment une paire de galaxies. Il s'agit d'une paire optique, car la galaxie NGC 3577 est beaucoup plus éloignée de la Voie lactée, à environ 74,5 Mpc. Ces deux galaxies constituent donc une paire purement optique et elles ne sont pas en interaction.
D'autre part, selon Abraham Mahtessian, les galaxies NGC 3583 et NGC 3595 forment une paire de galaxies.

## Morphologie

NGC 3583 par le télescope spatial Hubble.

NGC 3583 a été utilisée par Gérard de Vaucouleurs comme une galaxie de type morphologique SAB(rs)b dans son atlas des galaxies,.
Eskridge, Frogel et Pogge ont publié un article en 2002 décrivant la morphologie de 205 galaxies spirales ou lenticulaires rapprochées. Les observations ont été réalisées dans la bande H de l'infrarouge et dans la bande B (le bleu). Selon Eskridge et ses collègues, NGC 3583 est de type SABc dans la bande B et SBc dans la bande H. Le noyau brillant de NGC 3583 est encastré dans un bulbe elliptique qui est traversé par une barre proéminente. L'angle de position de celle-ci est à peu près à mi-chemin entre celui du grand et du petit axe. La structure en spirale de cette galaxie est un peu particulière. Les bras débutent dans le rayon des extrémités de la barre, mais l'un de ceux-ci sembre prendre naissance près de l'extrémité du grand axe au nord-ouest du bulbe. À cette endroit, le bras est quelque peu diffus. Cependant, au fur et à mesure qu'il traverse l'angle de position de la barre, il devient mieux défini et plus brillant. Il continue ensuite vers le sud-est, mais il devient rapidement diffus et il s'estompe. Un deuxième bras semble émerger de l'extrémité sud-ouest de la barre et il s'enroule très étroitement autour du côté sud de bulbe. Un éperon de surface de très faible luminosité de ce bras s’étend vers l’est, faisant de la galaxie une spirale à trois bras. Lorsque le deuxième bras traverse l'angle de position de la barre du côté est, un autre bras commence et se dirige parallèlement au deuxième bras vers le nord-ouest, c’est-à-dire que le deuxième bras a une double structure une fois qu’il passe l’extrémité sud-ouest de la barre. À faible brillance de surface, les bras deviennent très diffus.

## Supernova
La supernova SN 1975P a été découverte dans NGC 3583 le 1er décembre 1975 par l'astronome américain Charles T. Kowal à l'observatoire Palomar sur une plaque photographie prise par le télescope de Schmidt de 46 cm. Le type de cette supernova n'a pas été déterminé.

## Trou noir supermassif
Selon un article basé sur les mesures de luminosité de la bande K de l'infrarouge proche du bulbe de NGC 3583, on obtient une valeur de 107,7 {\displaystyle M_{\odot }} (50 millions de masses solaires) pour le trou noir supermassif qui s'y trouve.